# Yodo
Yodo (jap. 淀川 Yodo-gawa; rzeka Yodo), występuje także pod nazwami Seta (jap. 瀬田川 Seta-gawa) i Uji (jap. 宇治川 Uji-gawa) – rzeka w Japonii, na głównej wyspie Honsiu (Honshū). 

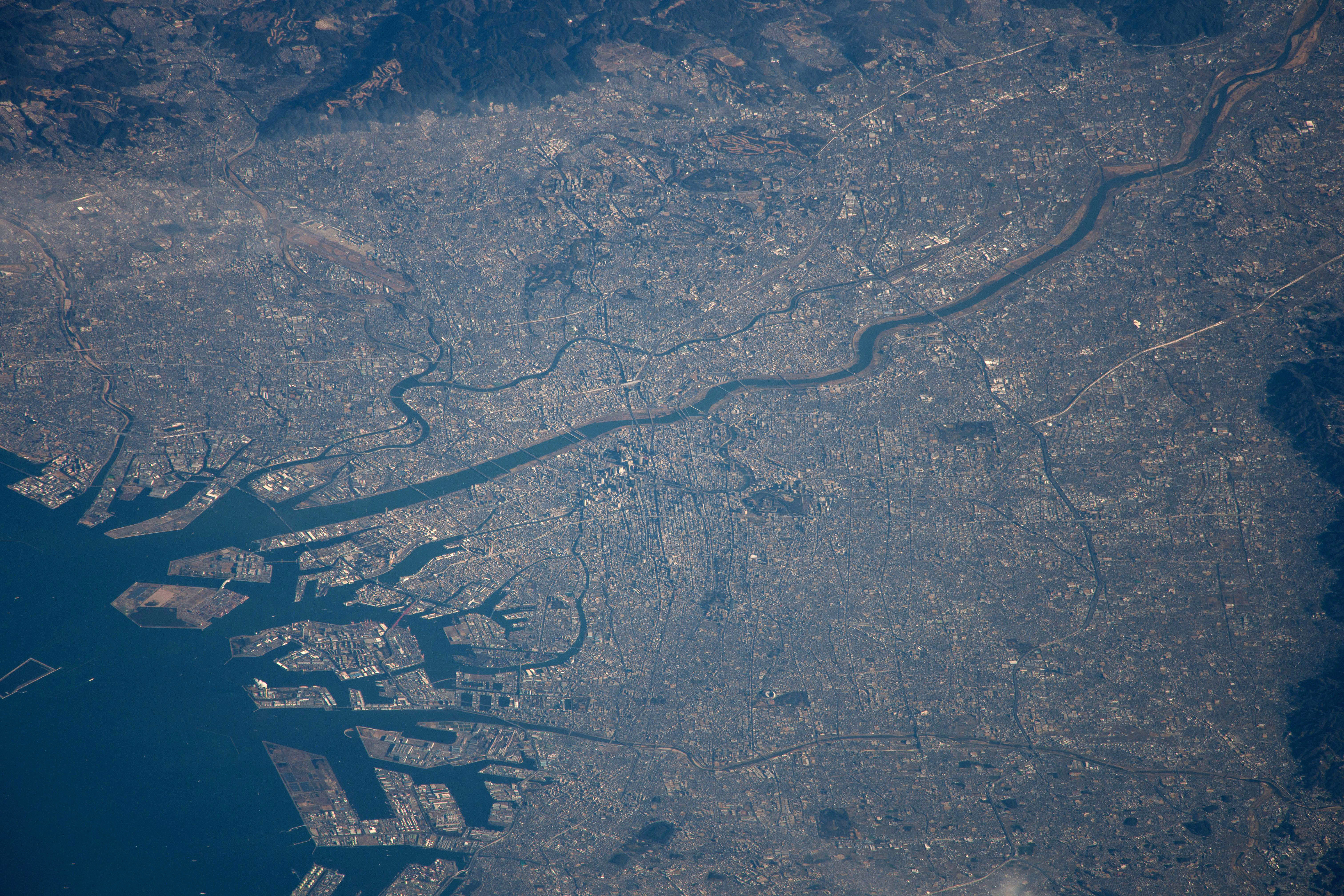
Zdjęcie lotnicze Osaki i rzeki Yodo

Jej długość wynosi 75,1 km, a powierzchnia dorzecza to 8240 km². Jedyna rzeka wypływająca z jeziora Biwa, największego słodkowodnego jeziora w Japonii. Płynie w kierunku południowo-zachodnim, przepływa przez Osakę i uchodzi do zatoki Osaka. Jest wykorzystywana do nawadniania i produkcji energii elektrycznej.
W okresie siogunatu Tokugawa (1603–1866) stanowiła jeden z głównych szlaków transportowych i komunikacyjnych.